# Papa Martí IV
Martí IV (Mainpincien, Andrezel, 1210 - Perusa, 28 de març de 1285) va ser Papa de l'Església Catòlica del 1281 al 1285.
De nom seglar Simon de Brie, membre d'una família pertanyent a la petita noblesa, va iniciar la seva carrera a l'Església com a sacerdot a Rouen per a posteriorment passar a ser nomenat canonge i tresorer a l'església de Sant Martí de Tours, on romandrà fins que, el 1260, el rei francès Lluís IX el va nomenar canceller de França.
El 1262 el papa Urbà IV el va nomenar cardenal sacerdot de l'església de Santa Cecília i llegat papal al Regne de França, càrrec que continuarà ocupant amb els successius pontífexs. Com a legat, la seva actuació més destacada es va produir quan el 1264 va concloure el tractat pel qual Carles I d'Anjou va ser coronat rei de Sicília, un tractat que el lligà de per vida, des del punt de vista polític, a l'esmentat monarca.
Després de la mort de Nicolau III, la cadira de Sant Pere romangué vacant durant un període de sis mesos, atès que els cardenals reunits en conclave i dividits en dues faccions, italiana i francesa, no es posaven d'acord sobre l'elecció. L'escull es va salvar d'una manera dràstica quan Carles d'Anjou va fer empresonar dos dels cardenals italians. Així va aconseguir l'elecció d'un papa francès, el seu protegit Simó de Brie, que, el 23 de març de 1281 fou entronitzat amb el nom de Martí IV, però no a Roma, on un papa francès elegit en les condicions detallades no hauria estat ben rebut, sinó a Orvieto. Va actualitzar la butlla Sicut Judaeis en 1281.
L'esdeveniment històric més important del pontificat de Martí IV va ser la rebel·lió del poble sicilià contra el rei Carles d'Anjou, coneguda amb el nom de les Vespres sicilianes perquè l'aixecament popular, impulsat pels elevats impostos, es va produir el 30 de març del 1282 quan les campanes de Palerm cridaven a l'ofici de vespres.
La revolta va massacrar els francesos i va expulsar Carles del tron, que va passar a les mans de la corona d'Aragó en la persona de Pere II el Gran, que els sicilians van cridar en la seva ajuda i que va ser coronat rei de Sicília el 30 d'agost gràcies als drets que va poder al·legar pel seu matrimoni amb Constança, filla de l'anterior rei Manfred Hohenstaufen a qui Carles d'Anjou havia arrabassat el tron després de donar-li mort en la batalla de Benevent.
Aquesta intervenció, fonamental per a la futura expansió mediterrània de la corona aragonesa, provocà que Martí IV excomuniqués Pere II i que fes tot el possible per revertir la situació, com desposseir-lo del regne d'Aragó i predicar debades una croada contra ell. Martí IV va morir el 28 de març de 1285 en la seva residència de Perusa, i hi fou inhumat a la catedral.
A la Divina Comèdia, escrita pocs anys més tard, Dante va col·locar Martí IV al Purgatori entre els golafres, per la seva passió per les anguiles i el vi.
Les profecies de Sant Malaquies es refereixen a aquest papa com a extelonio liliacei Martini (Del recaptador de Martí de lis), fent referència al fet que abans de ser elegit pontífex va ser tresorer de l'església de Sant Martí de Tours i al fet que va ser canceller del Rei de França (el símbol del qual és la flor de lis).